# Unciaal 067
Unciaal 067 (Gregory-Aland), ε 2 (Soden), is een van de Bijbelse handschriften. Het dateert uit de 6e eeuw en is geschreven met hoofdletters (uncialen) op perkament.

## Beschrijving
Het bevat de tekst van de Evangelie volgens Matteüs en Evangelie volgens Marcus met lacunes. De gehele Codex bestaat uit 6 bladen (20 × 15,5 cm) en werd geschreven in twee kolommen per pagina, 22 regels per pagina.
Inhoud
Matteüs 14,13-16.19-23; 24,37-25,1.32-45; 26,31-45; Marcus 9,14-22; 14,58-70.
Het is een palimpsest, de bovenste tekst is in het Georgisch.

## Tekst
De Codex is een representant van het Byzantijnse tekst-type, Kurt Aland plaatste de codex in Categorie III.

## Geschiedenis
Het handschrift bevindt zich in de Russische Nationale Bibliotheek (Gr. 6 III) in Sint-Petersburg.